# Европска математичка олимпијада за девојке
Европска математичка олимпијада за девојке ( EGMO ) је математичка олимпијада за девојке која је почела да се одржава 2012. године и одржава се сваке године у априлу. Прва олимпијада ове врсте одржана је у Кембриџу, у Уједињеном Краљевству. Инспирисана је Кинеском математичком олимпијадом за девојке (CGMO).   Иако се такмичење одржава у Европи, отворено је за учеснице из целог света и сматра се најпрестижнијим математичким такмичењем за девојчице.
Такмичење је по стилу слично много значајнијој Међународној математичкој олимпијади (ММО) и подразумева да се раде два рада, а сваки је састављен од три задатка које треба решити за 4,5 сата. Радови се израђују два дана узастопно. Земље учеснице шаљу тимове који се састоје од четири математичарке млађе од 20 година које још нису уписане на универзитет. Сваки од шест задатака се оцењује са 7 поена, што чини максимални могући резултат 42 поена.
Прво издање је одржано у Кембриџу, у Великој Британији и идеја оснивања такмичења је била промоција математике међу девојкама првенствено због тренда да се девојке само током ране младости баве математиком, а касније при упису на факултет одлучују да одустану од математике или програмирања и бирају мање плаћене послове и тако уступају место мушким колегама иако је неоспорно да и девојке имају изузетан таленат за математику.
Од 2012. године  Уједињеног краљевства и прве Олимпијаде ове врсте, 13 других земаља у Европи је организовало EГMO. Број земаља учесница је порастао са 19 у првом издању на 57 у једанаестом издању, а број такмичарки са 70 у првом издању на 222 у једанаестом издању . Такмичарке учествују као тим од 4 члана под националном заставом, али само такмичење је индивидуално. Процес селекције варира од земље до земље, али често укључује националне математичке олимпијаде и друге тестове за избор тимова, који постају све селективнији.
Медаље се распоређују према следећем правилу: Првих 1/12 такмичара добија златну медаљу. Следећих 1/6 у генералном пласману добија сребрну медаљу. Следећих 1/4 у генералном пласману добија бронзану медаљу. Сви који нису добили медаљу, али су постигли максималан број поена у барем једном од шест задатака добијају почасно признање.

## Кућа славних
Најуспешнија такмичарка у историји овог такмичења са четири златне медаље и једним почасним признањем је Карла Фермин из Перуа, док је друга најуспјешнија Јелена Иванчић из Србије са четири златне медаље што ову Српкињу чини најбољом математичарком Европе. 